# Philipp Demandt

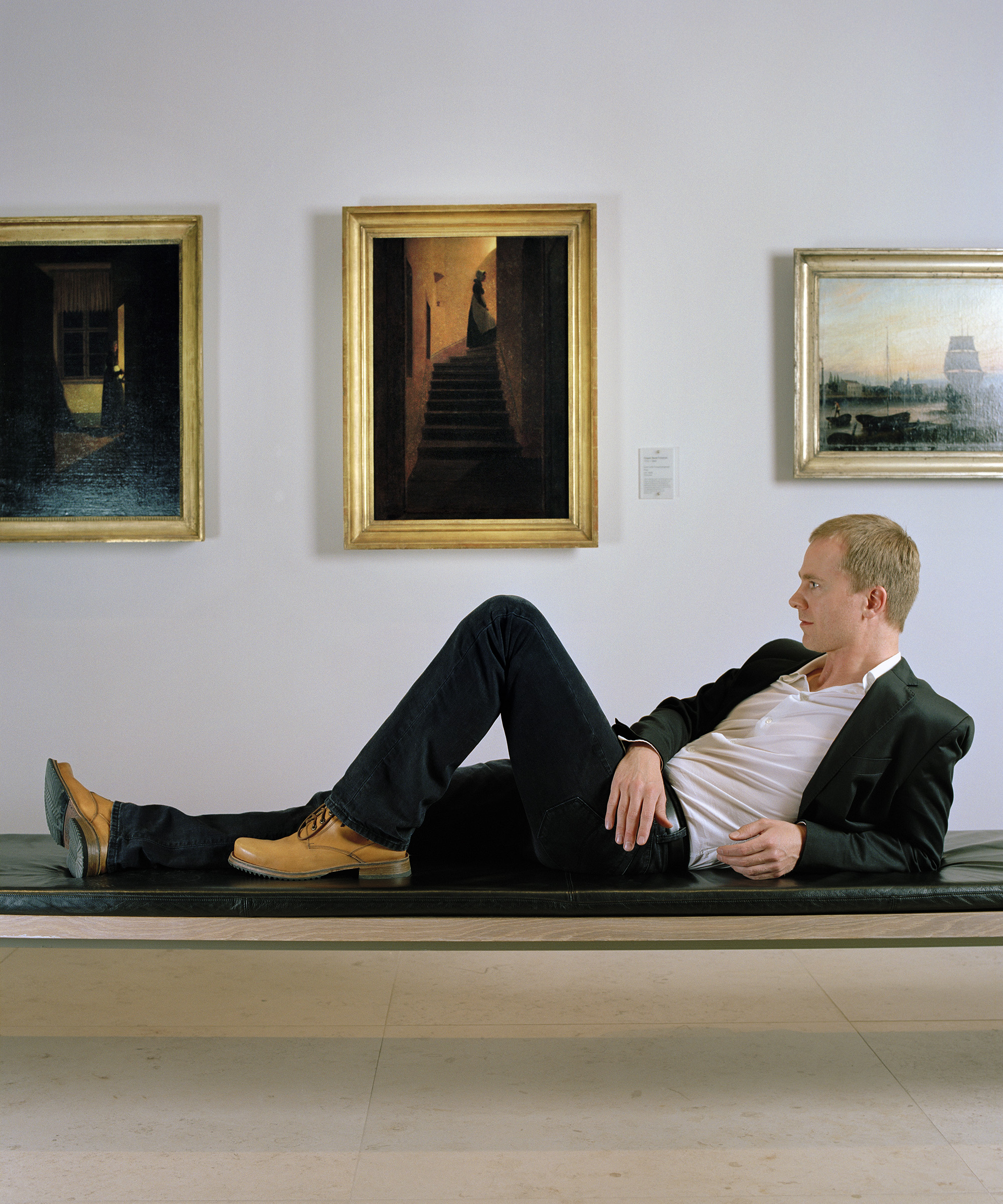
Philipp Demandt fotografiert von Oliver Mark im Pommerschen Landesmuseum vor Caspar David Friedrich’s Zum Licht hinaufsteigende Frau, Greifswald 2008

Philipp Demandt (* 1971 in Konstanz) ist ein deutscher Kunsthistoriker und Direktor des Städel Museums und der Liebieghaus Skulpturensammlung in Frankfurt am Main.

## Leben
Philipp Demandt ist der Sohn des Althistorikers Alexander Demandt und Enkel des hessischen Landeshistorikers Karl Ernst Demandt. Wegen der Berufung seines Vaters zum Professor für Alte Geschichte am Friedrich-Meinecke-Institut der Freien Universität Berlin zog die Familie 1975 nach West-Berlin. Philipp Demandt studierte Kunstgeschichte, Klassische Archäologie und Publizistik und schloss sein Studium 2001 am Institut für Geschichts- und Kulturwissenschaften der Freien Universität Berlin mit einer Promotion über Die historische Mythologie des preußischen Staates im Spiegel des „Luisenkults“ ab. Nach einer ersten beruflichen Station als Ausstellungsassistent im Berliner Bröhan-Museum wirkte er ab 2004 als Dezernent bei der Kulturstiftung der Länder. Hier gehörte die Förderung deutscher Museen beim Erwerb von Kunstwerken des 17. bis 19. Jahrhunderts zu seinem Arbeitsbereich. Darüber hinaus leitete er die von der Stiftung herausgegebene Zeitschrift Arsprototo sowie die wissenschaftliche Publikationsreihe Patrimonia.
Demandt veröffentlichte zahlreiche Artikel zur Kunst- und Kulturgeschichte, die beispielsweise in der Frankfurter Allgemeinen Zeitung, Süddeutschen Zeitung oder in der Zeitung Die Welt erschienen. Ein Schwerpunkt seiner Tätigkeit lag bei Themen des 19. Jahrhunderts. Nachdem Demandt bereits 2003 über die preußische Königin Luise publiziert hatte, arbeitete er von 2007 bis 2010 als wissenschaftlicher Berater und Mitkurator an der Ausstellung Luise. Leben und Mythos der Königin. Diese von der Stiftung Preußische Schlösser und Gärten Berlin-Brandenburg veranstalteten Schau fand 2010 im Berliner Schloss Charlottenburg statt. Demandt leitete ab Januar 2012 die Alte Nationalgalerie in Berlin. Er folgte damit Bernhard Maaz, der als Direktor der Gemäldegalerie Alte Meister und des Kupferstichkabinetts nach Dresden wechselte.
Philipp Demandt ist seit 1. Oktober 2016 als Nachfolger von Max Hollein Direktor des Städel Museums und der Liebieghaus Skulpturensammlung. Von Oktober 2016 bis Juni 2022 leitete Demandt die Schirn Kunsthalle in Frankfurt am Main. Im September 2021 wurde bekannt, dass er weitere fünf Jahre bis 2026 Direktor des Städel Museums und des Liebieghauses bleiben werde, während seine Tätigkeit für die Schirn Kunsthalle aufgrund einer Neuausrichtung Ende Juni 2022 enden werde.

## Ausstellungen
- 2014: Rembrandt Bugatti. Der Bildhauer 1884–1916. Alte Nationalgalerie Berlin. Katalog.
- 2015: Der Löwen-Kuhnert: Afrikas Tierwelt in den Zeichnungen von Wilhelm Kuhnert. Katalog.[7]

## Veröffentlichungen
- Mitherausgeber: Rembrandt Bugatti. Der Bildhauer 1884–1916. Hirmer, München 2014, ISBN 978-3-7774-2186-5.
- als Herausgeber: Der Löwen-Kuhnert: Afrikas Tierwelt in den Zeichnungen von Wilhelm Kuhnert. Nicolai, Berlin 2015, ISBN 978-3-89479-976-2.